# ザーロモン・マイモン

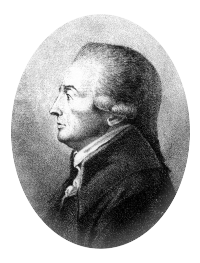
ザーロモン・マイモン

ザーロモン・マイモン、シュロイメ・ベン・ヨシュア・マイモン（Salomon Maimon, Solomon ben Joshua Maimon, 1753年 - 1800年11月22日 シレジア・ニーダージーガースドルフ）はリトアニア出身のドイツの哲学者。カント批判を行ったことでもっとも知られている。

## 生涯
リトアニアのニェシュフィシュ(Nieszwicz) に本姓ヘイマン (Cheiman) として生まれ、ミールで育つ。
独学で数学や自然科学を習得し、学問を求めて25歳の時にベルリンへ向かう途上、乞食となる。
苦難の末に仕上げられた『純粋理性批判』についての彼の試論を読んだカントは、自著を本当に理解したうえでの批判的試論だと高く評価したが、カントの継承者を自認する彼自身の学説はまったく認めようとしなかった。しかし最後の著『人間精神の批判的探究』までその学説は一貫している。

## 思想

### 物自体
彼は物自体の難問に一定の解答を与える。
回転する円盤の各部分はどこも円運動しているが、中心に近いほどその動きは遅く、無限小の中心点は速度がゼロで回転していない。中心点は回転という現象の内部にありながら回転という現象を超えた、現象そのものの支えなのである。これと同様、物自体は意識に現れる現象の内部にある。

### 超越論的理想
カントが感覚所与と呼ぶものは数学の「微分dx」に類似し、直観の内容としては限りなくゼロに近いが、他の感覚所与に対する未展開の関係性を内に秘めている。構想力はこれらの感覚所与をまとめあげて現象としての客観をつくりだし、悟性は感覚所与相互の関係性を概念化して捉える。マイモンは認識される事実世界を微分方程式の体系のように想定しているのである。
他方、カントが言うように理性は自らがつくりだして対象の内に置いておいたものだけをアプリオリに認識するのであるから、認識は究極まで進展すると、理性の働き方すべてが反映された産物、すなわち理性の自己像（超越論的理想）を対象の内に捉える。
以上より、人間精神（魂）は経験の中で感性に拘束されつつも、個々の微分方程式を解いていくように、意識に現前する世界を知性化しながら「神・人間の魂・世界」の「三位一体」を顕すこの超越論的理想へと向かう。彼によると、この理想はいっさいの哲学説を「連合」させる「虚焦点」なのである。

## 著作
- "Versuch über die Transcendentale Philosophie" (Berlin, 1790) 『超越論哲学超克試論』 主著
- "Streifereien im Gebiete der Philosophie" (ib. 1793) 『哲学界遍歴』
- Philosophisches Wörterbuch, 1791 『哲学事典』
- Autobiographie, 1792 『自伝』
- "Ueber die Progresse der Philosophie" (ib. 1793)
- "Versuch einer Neuen Logik / oder Theorie des Denkens" (ib. 1794) 『新論理学試論』
- "Die Kategorien des Aristoteles" (ib. 1794) 『アリストテレスの範疇』
- "Kritische Untersuchungen über den Menschlichen Geist" (ib. 1797) 『人間精神の批判的探究』

ヘブライ語
- "Gib'at ha-Moreh," マイモニデスの "Moreh Nebukim" の註釈、preceded by a sketch of the history of philosophy (Berlin, 1791)
- "Ta'alumot Ḥokmah," on mathematical physics
- "Ḥesheḳ Shelomoh."
- 4部からなる遺作
  - (1) "Ma'aseh Nissim," on the twelve sermons of R. Nissim
  - (2) "'Ebed Abraham," on Ibn Ezra's commentary on the Pentateuch and Psalms
  - (3) "Ma'aseh Libnat ha-Sappir," reflections
  - (4) "Ma'aseh Ḥosheb," on algebra.

## 研究
- マルシアル・ゲルー『ザロモン・マイモンの超越論的哲学』増田靖彦訳、月曜社、2022年